# 大首長
大首長（だいしゅちょう）とは、ポリネシアの伝統的な君主号トゥッイ（Tu'i）、あるいはサモアの世襲の有力者・タマ・ア・アイガの日本語訳。
かつては「大酋長」と訳されていたことばである。各地の「酋長」のなかから、さらにその上に立つ者として選ばれたという意味である。しかし「酋長」ということばは、日本人が“文明”の一員である自らと対比して「野蛮人の長」という侮蔑の意味を込めて用いることが多かったため、現在では差別語とみなされ「首長」と言い換えられている。これにともなって「大酋長」も「大首長」と言い換えられている。